# Kappstasjön
Kappstasjön är en sjö i Nyköpings kommun i Södermanland och ingår i Svärtaåns huvudavrinningsområde. Sjön har en area på 1,02 kvadratkilometer och ligger 11,1 meter över havet. Sjön avvattnas av vattendraget Storån.
Sjön sänktes med en meter på 1890-talet.

## Delavrinningsområde
Kappstasjön ingår i det delavrinningsområde (653101-156735) som SMHI kallar för Utloppet av Kappstasjön. Medelhöjden är 32 meter över havet och ytan är 12,29 kvadratkilometer. Det finns ett avrinningsområde uppströms, och räknas det in blir den ackumulerade arean 24,9 kvadratkilometer. Storån som avvattnar avrinningsområdet har biflödesordning 2, vilket innebär att vattnet flödar genom totalt 2 vattendrag innan det når havet efter 27 kilometer. Avrinningsområdet består mestadels av skog (45 procent), öppen mark (12 procent) och jordbruk (29 procent). Avrinningsområdet har 1,38 kvadratkilometer vattenytor vilket ger det en sjöprocent på 11,3 procent.